# Aupaluktok Island
Aupaluktok Island är en ö i Kanada.   Den ligger i territoriet Nunavut, i den östra delen av landet, 2 400 km norr om huvudstaden Ottawa. Arean är 6,3 kvadratkilometer. Det är en av öarna i Sanigut Islands.
Terrängen på Aupaluktok Island är lite kuperad. Öns högsta punkt är 213 meter över havet. Den sträcker sig 3,9 kilometer i nord-sydlig riktning, och 3,6 kilometer i öst-västlig riktning.
Trakten runt Aupaluktok Island består i huvudsak av gräsmarker.